# 刘筱亭
劉筱亭（1993年10月12日—），本名劉佳，岳云鹏徒弟，德雲七隊相聲演員。粉丝群体称作“土豆粉”。
劉筱亭於2009年加入德雲傳習社學習相聲，結識王九龍、周九良、李九春及搭檔張九泰。起先與周九良為搭檔，2010年周九良與孟鶴堂成為搭檔、與劉筱亭裂穴，2012年劉筱亭與張九泰成為搭檔至今。
與高筱貝為表兄弟關係，因在家排行第二，「二哥」這個別稱就在傳習社學藝期間被喊開，沿用至今。
2019年相聲逐漸為人所知，劉筱亭也在此時爆紅，以「賤萌」、「撒潑」風格風靡網絡。10月12日，劉筱亭與張九泰創作的相聲作品《霸王別姬》首次登台演出。
2020年德雲社大封箱，劉筱亭首次獲得返場單獨表演的機會，演唱一首《求佛》更是火遍全網，《求佛》因此變成他的代表作之一。疫情期間，參與龍字科招生直播、在《德雲斗笑社》錄製中擔任NPC角色。
2022年，與搭檔張九泰一同拍攝 著錄solo 雜誌2月刊。7月8日，德雲三筱(劉筱亭張九泰、高筱貝侯筱樓、尚筱菊孫子釗)首專在濟南演出，表演《鐵甲將軍》及《學跳舞》兩個節目。
2023年7月18日，與張九泰的搭檔11周年，發表歌曲《城南》。
2024年，劉筱亭參加《斗包袱大會2024》、《抖包袱大會 歡樂生活季》，擔任常駐嘉賓。8月與師父岳雲鵬參加《是好朋友的周末 第二季》錄製。10月初助演師父岳雲鵬海外相聲專場，至美國等國家演出，反響相當不錯。

## 经历
劉筱亭于2009年入“德云艺术传习社”學習相聲表演，與周九良、王九龍等九字科成員是同期學員。
- 2010年 7月10日 在德云艺术传习社學員匯報中首次登台演出，於廣德樓劇場與高筱宝合作，演出節目《论拳》。
- 2011年 9月20日 以傳習社畢業的學員為主力的德雲社新青年隊成立，開始固定演出。

- 2012年 7月18日 開始與搭檔張九泰合作演出，演出節目《论梦》。
- 2014年 開始參與德雲二隊演出。

- 2016年 8月30日 正式拜师岳云鹏，成為其大弟子，成为“筱”字輩成员，與尚筱菊、徐筱竹為同門師兄弟。[2]
- 2017年 1月 德雲七隊成立，成為七隊固定演員。
- 2018年10月 6日 於岳雲鵬、孫越南京相聲專場中登台，與李鹤东合作，演出節目《写对联》，首次擔任專場助演，參與大型商業演出。
- 2019年 8月 9日 與搭檔張九泰於南京德雲社舉辦個人小專場，演出節目《对坐数来宝》、《金龟铁甲》、《全德报》。
- 2020年 1月17日 於德云社己亥年封箱庆典返場環節中，表演經典歌曲《求佛》。
- 2022年 7月 8日 由劉筱亭張九泰、尚筱菊孙子钊、高筱贝侯筱楼組成的《德云三筱》，首次於山东济南舉辦相聲專場。
- 2023年 7月18日 與搭檔張九泰為紀念合作十一週年，推出首支單曲《城南》。

## 演出相關

#### 原創作品
| 節目名稱       | 年分 | 演出場次 | 搭檔   | 演出地點     | 備註         |
| 《霸王别姬》   | 2019 | 10月12日 | 張九泰 | 天橋德雲社   | 劉筱亭生日場 |
| 《霸王别姬》   | 2021 | 1月23日  | 張九泰 | 南京德雲社   |              |
| 《我的發財夢》 | 2020 | 10月2日  | 張九泰 | 廣德樓劇場   |              |
| 《我的發財夢》 | 2020 | 12月13日 | 張九泰 | 天橋德雲社   |              |
| 《我的發財夢》 | 2023 | 5月7日   | 張九泰 | 新街口德雲社 |              |
| 《我的發財夢》 | 2024 | 1月28日  | 張九泰 | 三慶園德雲社 |              |
| 《走出去》     | 2025 | 6月29日  | 張九泰 | 學院路德雲社 |              |

#### 出演综艺
| 首播日期 | 首播日期         | 電視臺   | 節目名稱                   | 備註 |
| 2020年   | 8月27日-10月8日  | 騰訊視頻 | 《德云鬥笑社第一季》1-7期  | 助手 |
| 2020年   | 10月30日         | 騰訊視頻 | 《德云鬥笑社第一季》第10期 | 助手 |
| 2021年   | 2月13日-15日     | 天津衛視 | 《青春德雲社》             |      |
| 2021年   | 8月20日-10月24日 | 騰訊視頻 | 《德云鬥笑社第二季》       |      |

## 音樂作品

#### 單曲
| 歌名     | 合作者 | 發行日期   | 備註                           |
| 《城南》 | 張九泰 | 2023/07/18 | 劉筱亭、張九泰合作十一週年紀念 |

## 外部連結
- 刘筱亭的新浪微博

| 从师   | 辈分   | 收徒 |
| 岳云鵬 | 第十代 | —    |